# Паркош
Паркош (пол. Parkosz) — село в Польщі, у гміні Пільзно Дембицького повіту Підкарпатського воєводства.
Населення — 1060 осіб (2011).
У 1975-1998 роках село належало до Тарновського воєводства.

## Демографія
Демографічна структура станом на 31 березня 2011 року:
|          | Загалом | Допрацездатний вік | Працездатний вік | Постпрацездатний вік |
| -------- | ------- | ------------------ | ---------------- | -------------------- |
| Чоловіки | 510     | 121                | 318              | 71                   |
| Жінки    | 550     | 118                | 299              | 133                  |
| Разом    | 1060    | 239                | 617              | 204                  |